# NDK női labdarúgó-válogatott
Az NDK labdarúgó-válogatott NDK nemzeti csapata volt 1989 és 1990 között, amelyet az NDK labdarúgó-szövetség (németül: Deutscher Fußball Verband der DDR) irányított.
A keletnémet női nemzeti csapat egyszer sem kvalifikálta magát világbajnokságra, Európa-bajnokságra illetve az olimpiai játékokra.

## Története
1990-ben Németország újraegyesítése után a keletnémet labdarúgó-szövetség, a válogatott és a klubcsapatok csatlakoztak a Német labdarúgó-szövetséghez (Deutscher Fußball Bund (DFB)).
A válogatott 1990. május 9-én játszotta története egyetlen mérkőzését a potsdami Karl-Liebknecht-Stadionban. A csehszlovák válogatott ellen 0–3-ra elvesztett találkozón az alábbi felállásban léptek pályára:
```
Anett Viertel
 – 
Kathrin Hecker
, 
Petra Weschenfelder
 (
Heidi Vater
; 70.), 
Heike Hoffmann
, 
Sybille Lange
 –
Carmen Weiß
 (
Heike Ulmer
; 46.), 
Katrin Prühs
, 
Sybille Brüdgam
 
 – 
Katrin Baaske
 (
Sabine Berger
; 60.), 
Dana Krumbiegel
, 
Doreen Meier
```

## Nemzetközi eredmények

### Világbajnoki szereplés
| Év       | Helyszín | Eredmény   | Hely | M | Gy | D | V | Rg | Kg | Gk | P |
| -------- | -------- | ---------- | ---- | - | -- | - | - | -- | -- | -- | - |
| 1991     | Kína     | nem indult | –    | – | –  | – | – | –  | –  | –  | – |
| Összesen | Összesen | 0 / 1      |      | – | –  | – | – | –  | –  | –  | – |

### Európa-bajnoki szereplés
| Év       | Helyszín | Eredmény   | Hely | M | Gy | D | V | Rg | Kg | Gk | P |
| -------- | -------- | ---------- | ---- | - | -- | - | - | -- | -- | -- | - |
| 1989     | NSZK     | nem indult | –    | – | –  | – | – | –  | –  | –  | – |
| 1991     | Dánia    | nem indult | –    | – | –  | – | – | –  | –  | –  | – |
| Összesen | Összesen | 0 / 2      |      | – | –  | – | – | –  | –  | –  | – |

## Lásd még
- NDK labdarúgó-válogatott